# Galium catalinense
Galium catalinense là một loài thực vật có hoa trong họ Thiến thảo. Loài này được A.Gray mô tả khoa học đầu tiên năm 1886.

## Hình ảnh

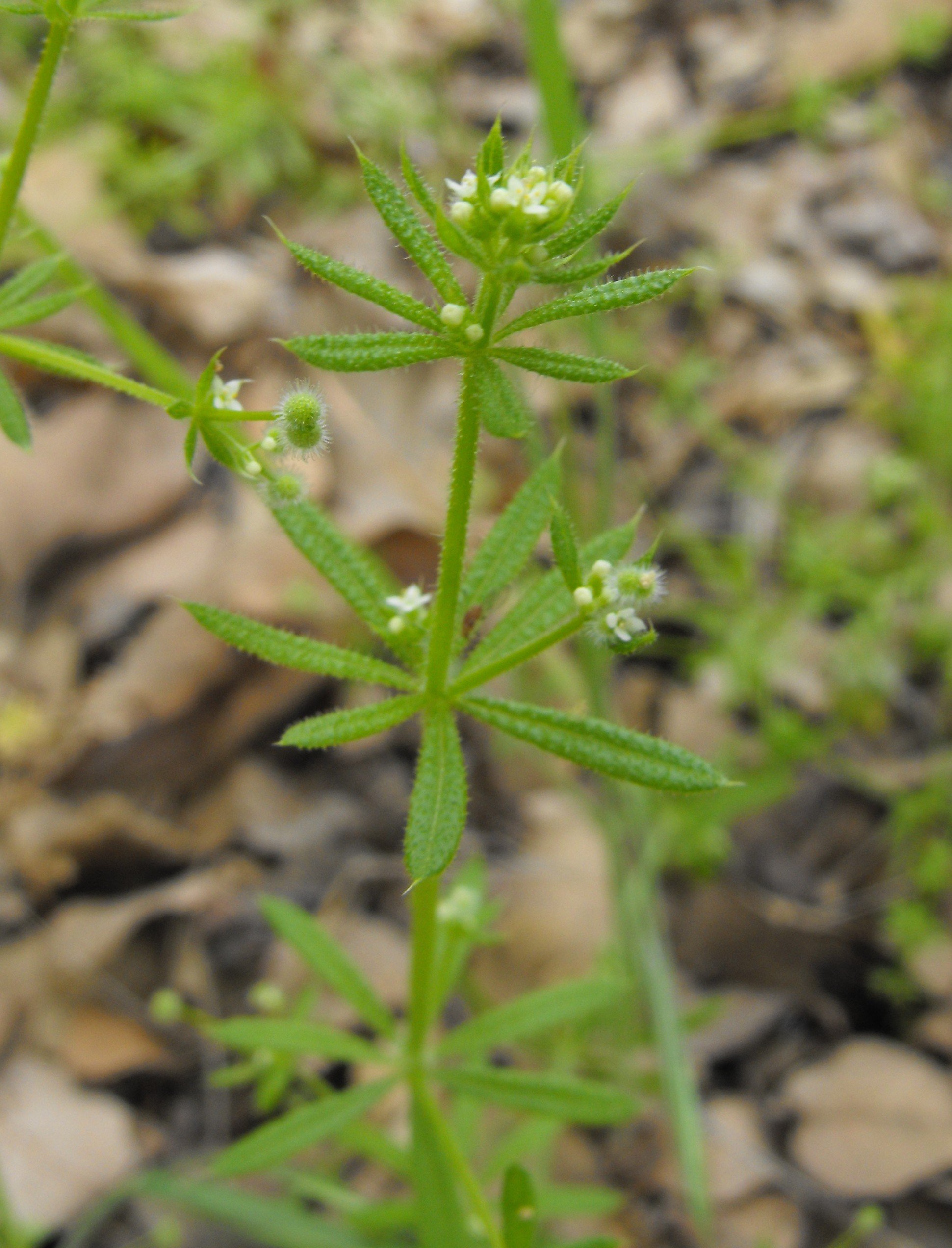